# Battaglia delle Celle
La battaglia delle Celle, talvolta chiamata anche battaglia di Rimini, si svolse a partire dalle 5 pomeridiane del 25 marzo 1831 tra i volontari delle Province Unite Italiane, guidati da Carlo Zucchi e le truppe austriache che avevano oltrepassato i confini dell'impero per reprimere la rivolta della popolazione delle legazioni di Ravenna, Forlì, Bologna e Ferrara contro il potere pontificio.
Lo scontro, che prende il nome dalla località di Celle (fuori Porta Bologna di Rimini), fu caratterizzato da una forte disparità di forze: circa 1500 patrioti italiani contro 5000 austriaci e fu il primo che vide contrapporsi sulla penisola delle truppe unicamente italiane contro l'esercito austriaco .

## Contesto storico
Lo scontro avvenne nel corso della breve storia delle Province Unite Italiane, costituitesi a seguito della rivolta della popolazione delle legazioni di Ravenna, Forlì, Bologna e Ferrara, rivolta a sua volta inquadrabile nei più estesi moti avvenuti nel 1831 in Romagna, che culminarono il 26 febbraio 1831 in un congresso a Bologna di 49 notabili che decretò l'emancipazione totale di tutte le provincie insorte dal dominio temporale dei Papi. L'azione diplomatica austriaca riuscì a ottenere da re Luigi Filippo l'abbandono all'appoggio che questi sembrava garantire a protezione dei patrioti italiani e poté quindi inviare una armata, al comando del maresciallo Bentheim, che attraversando il Po, prese possesso di Ferrara, obbligando alla ritirata verso Ancona i patrioti e volontari liberali romagnoli. Il generale Carlo Zucchi venne posto al comando di queste milizie e ordinò la concentrazione delle scarse forze liberali a Rimini.

## Lo scontro
La battaglia avvenne quando alle ore cinque pomeridiane del 25 marzo le avanguardie austriache, costituite da drappelli di ussari, arrivarono a contatto con la retroguardia dei liberali nei pressi del trivio di Rimini a poche miglia dalla città. Il primo scontro coinvolse due compagnie di fucilieri volontari comandati dal capitano Armari, che provenienti da Ravenna, lungo il litorale, erano in movimento per congiungersi al corpo principale, e furono costrette al combattimento, terminato con la cattura del loro comandante rimasto ferito, ed il loro ritiro verso Rimini. Gli ussari furono quindi fermati da un battaglione comandato dal maggiore Pistocchi, seguì un secondo assalto di cavalieri austriaci, sempre respinto, e un terzo a cui partecipò un intero squadrone di ussari, varie compagnie di cacciatori con l'appoggio di due squadroni, anche questo respinto dal battaglione di Pistocchi disposto a colonna serrata.
Richiamati dal rumore dello scontro accorsero numerosi volontari, scarsamente organizzati, in parte armati di soli fucili da caccia e di due soli cannoni posti a guardia della porta cittadina, che ingaggiarono un contrattacco di circa tre quarti d'ora, sostenendo e respingendo temporaneamente le forze austriache.
La ricostruzione dello scontro che il generale Zucchi descrive nelle sue memorie si differenzia soprattutto nell'indicazione dei nome degli ufficiali che guidarono i combattimenti, prestando più attenzione ai militari rispetto ai volontari: «il rombo del cannone nemico non tardò a mettere la maggiore confusione nei volontari, che per nulla sospettavano di esser così prossimi al nemico. Fortunatamente io aveva allogato fuori della città all'imboccatura delle due strade, che conducono a Cesena ed a Ravenna il prode e intelligente generale Olini a capo d'un forte retroguardo con due cannoni. Egli bravamente respinse i primi assalti. Io con circa duecento uomini guidati dal colonnello Ragani e con due squadroni di dragoni condotti dal maggiore Molinari sortii dalla città a sostenere i nostri già alle prese col grosso degli Austriaci, e onde, rannodandomi seco loro, far testa al cozzo nemico intanto che la ritirata si potesse riprendere con qualche ordine. La pugna fu gagliarda e prolungata per un'ora. Gli Austriaci si trovarono costretti a indietreggiare, lasciando sul terreno molti morti».
Secondo Vesi nei combattimenti si distinse il generale polacco Giuseppe Grabinski, che si era unito ai liberali italiani, viceversa il generale Zucchi in polemica con Vesi, scrive che Grabinski (da lui indicato come generale X… ma riconoscibile dalla descrizione che riprende di Vesi) «ai primi colpi di fucile aveva fatti attaccare i cavalli alla sua carrozza per correre al galoppo in sicuro d'ogni pericolo».
Il combattimento cessò dopo circa quattro ore nella notte, permettendo il ritiro dei volontari italiani in Rimini e il giorno seguente Zucchi poté proseguire la ritirata verso Fano.

### Entità delle forze in campo e perdite
La frammentaria documentazione della battaglia non fornisce indicazioni coerenti sulle forze in campo e sul numero delle perdite. Secondo Ortolani al combattimento parteciparono circa 3000 volontari italiani, secondo Vesi il generale Zucchi aveva 1500 volontari e il generale austriaco Mengen si sarebbe diretto verso Rimini con cinquemila fanti, cinquecento cavalli e quattro cannoni, infine nelle sue memorie il generale Zucchi scrive di aver condotto a Rimini circa 4000 uomini e afferma, a spiegazione della sua ritirata notturna che «starsi più a lungo nelle difese contro un nemico dieci volte più forte sarebbe stata una follia».
Secondo Coppi le perdite assommarono a 15 morti e trenta feriti tra gli italiani e circa altrettanti tra gli austriaci, scrive Vesi «Molti morti contarono gli alemanni; pochi gl'insorti» e indica fra i caduti di parte austriaca il tenente Kamiseh, e fra i feriti il principe di Liechtenstein e i capitani Mathia e Burla, gli stessi nominativi sono indicati da Zucchi per il quale le perdite italiane «furono di poco conto», a differenza dei molti morti lasciati dagli austriaci.

## Conseguenze
Il giorno seguente ad Ancona i rappresentanti del governo delle Province unite «vedendosi impegnati in una lotta troppo disuguale che porterebbe conseguenze dannose sia alla truppa, che alle Province», decisero, «per quanto era in essi, di risparmiare una inutile effusione di sangue, e di prevenire qualunque ulteriore disordine» e firmarono una convenzione di resa col cardinale legato Benvenuti. Parte dei liberali muniti di passaporti fornitili dal cardinale Benvenuti si imbarcarono in Ancona verso l'esilio, di questi: 204 verso la Francia, 86 verso Corfù, e 3 per l'Inghilterra riuscirono a raggiungere le loro destinazioni. Un bastimento di bandiera pontificia, che ne trasportava 98, di cui 21 dello Stato pontificio e 67 di Modena, fu catturato da due Golette austriache e condotto a Venezia ove i sudditi pontifici furono nuovamente imbarcati e condotti a Civitavecchia, ove 7 poterono sbarcare liberamente e gli altri furono trasportati in Francia, viceversa i modenesi furono trattenuti nelle carceri di Venezia fino al primo giugno 1832, e poi anch'essi trasportati in Francia.
Il generale Zucchi, ch'era tra questi, fu considerato disertore austriaco e reo di alto tradimento, per avere impugnate le armi contro le truppe imperiali; quindi processato, e nel 1833 condannato a morte. L'Imperatore Francesco gli commutò la pena in vent'anni di prigionia nella Fortezza di Munkatsh .

## Valore dello scontro e scritto di Mazzini
Secondo Vesi «Questa opposizione, fatta ad un nemico grosso e potentissimo, per què giovani, non usi alla guerra e forniti di un immenso coraggio, tenne sembianza di una vittoria. Tutti si rallegravano; tutti gratificavano a se stessi colle speranze dell'avvenire».
La stessa osservazione riguardante la novità del primo scontro militare fra solamente truppe italiane contro un esercito straniero viene rimarcata da Zucchi nelle sue memorie, quasi con le medesime parole: «Questa opposizione fatta ad un nemico grosso e potentissimo da giovani soldati non usi alla guerra rimase allora come una lontana speranza: che giorno verrebbe in che gli Italiani concordi saprebbero mostrare all'Europa che essi avevano tuttavia generoso e gagliardo sangue nelle vene per sfidare sui campi delle battaglie gli oppressori della loro grande patria».
Il valore politico della battaglia venne propagandato in Europa da Giuseppe Mazzini, al tempo degli eventi ventiseienne ed esule in Francia, che lo descrisse ed esaltò nella sua prima opera politica: Une nuit de Rimini en 1831 (presto tradotta come Una notte di Rimini nel 1831) dove lanciò il suo programma politico che per l'Italia promuoveva: Unità, Indipendenza e Repubblica. Per Mazzini questo scontro aveva mostrato sia che gli italiani avrebbero dovuto fare affidamento solo su sé stessi per liberarsi dal giogo straniero e dai regimi di vecchio stampo che dominavano la penisola, senza aspettarsi o richiedere aiuti a potenze straniere, e anche la possibilità di combattere e sconfiggere l'Impero austriaco, e che i ducati e lo Stato Pontificio avrebbero potuto crollare con piccoli eventi, lo stesso anno Mazzini fondò la Giovine Italia nel tentativo tradurre in pratica le sue idee.
A ricordo dello scritto di Mazzini, l'incipit del suo scritto è stata inciso in una lapide scoperta a Rimini in via Saffi nel 2005 durante i festeggiamenti per il suo bicentenario .